# Neues Palais (Detmold)
Das Neue Palais gilt neben dem Fürstlichen Residenzschloss als das bedeutendste profane Bauwerk in Detmold. Es dient heute als Hauptgebäude der Hochschule für Musik Detmold, war jedoch ursprünglich eine Art Dependance des Schlosses und gehörte unter dem Namen Favorite zum Gesamtprojekt Friedrichstal.

## Lage
Das Neue Palais liegt südlich der Detmolder Kernstadt an der Neustadt, unmittelbar neben dem Haupteingang zum Palaisgarten. Es ist von Norden her nach kurzem Fußweg aus der Innenstadt zu erreichen. Nur wenige hundert Meter südlich liegen das Detmolder Sommertheater und das Freilichtmuseum.

## Geschichte

### Die Favorite

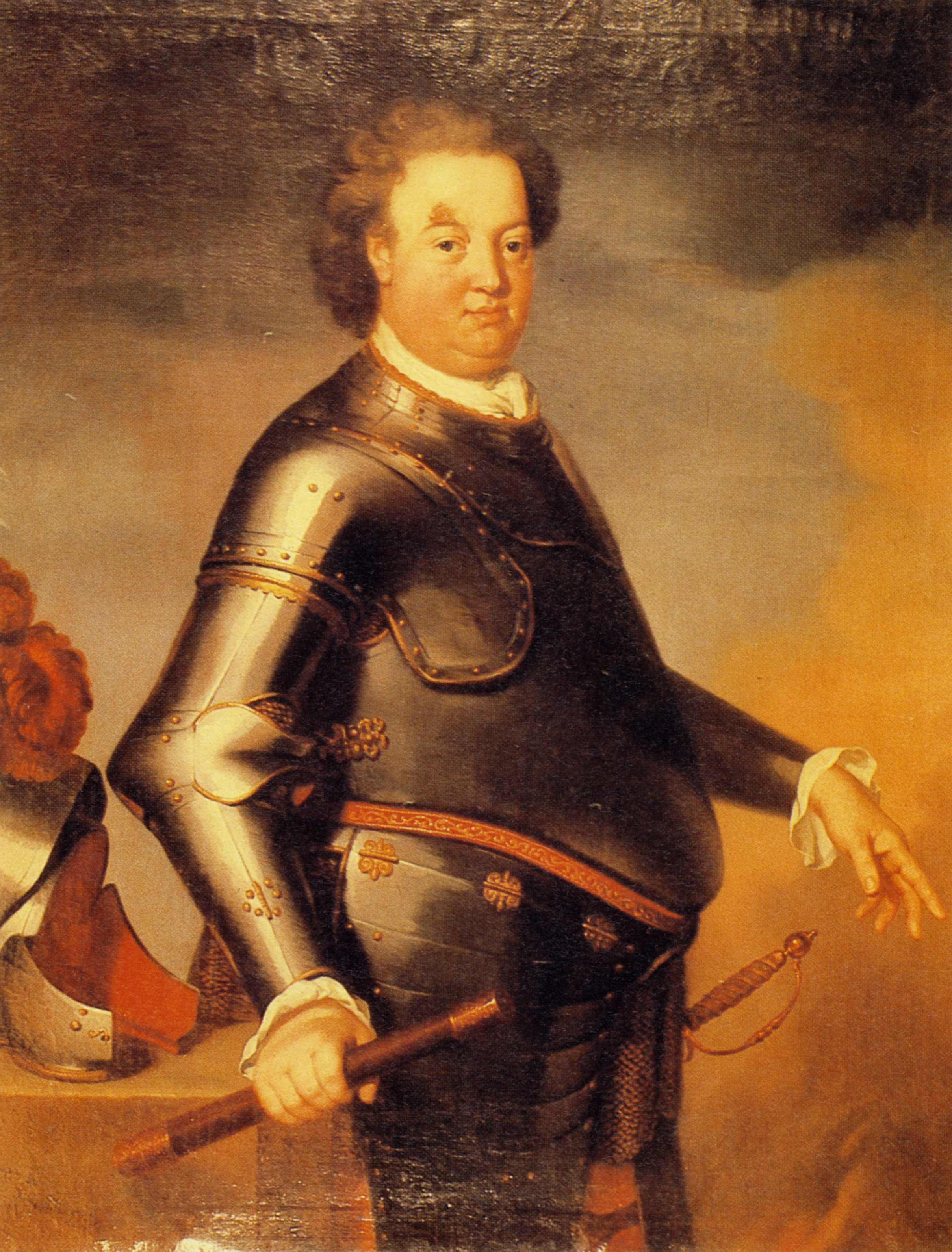
Friedrich Adolf zur Lippe auf einem Gemälde von Hans Hinrich Rundt (1703)

Das Gebäude war ein Geschenk des Grafen Friedrich Adolf (1667–1718) an seine Gemahlin, Gräfin Amalie zu Solms-Hohensolms, und wurde 1718 fertiggestellt. Schon seine Mutter, Gräfin Amalie von Dohna, versuchte aus der Enge des Schlosses zu fliehen und ließ die alte Meierei Pöppinghaus am Büchenberg prächtig ausbauen, darunter das noch heute bestehende Krumme Haus.
Der Graf kümmerte sich persönlich um die Planung und Finanzierung, die durch einen Sonderfonds erfolgte und nicht mit dem Hauptprojekt Friedrichstal verbunden war. Das Grundstück bestand aus einem leicht ansteigenden Gelände, das in den waldigen Büchenberg überging. Es verlief südlich der heutigen Detmolder Neustadt, wurde im Westen vom Friedrichstaler Kanal, im Osten vom Alten Postweg und im Süden vom Büchenberg begrenzt. Schon 1706 lag ein Plan für den zu errichtenden Gebäudekomplex, der als Favorite bezeichnet wurde, vor. Der zurückgesetzte zweistöckige Hauptbau besaß zwei seitliche Nebengebäude und bildete so eine Dreiflügelanlage, deren Hof auf der Westseite gegenüber dem Kanal lag. Gleichzeitig mit dem Hausbau begann man mit der Anlage eines Gartens an der Ostseite. Am Haus Favorite entstand ein von einer Mauer umgebender axial ausgerichteter französischer Barockgarten (der Palaisgarten). Er bestand aus vier Teilen von verschiedener Höhenlage, die durch Treppen miteinander verbunden waren und unter anderem zur Anpflanzung von Obst und Gemüse dienten.
Einen qualifizierten Architekten und Baumeister hatte Friedrich Adolf offenbar nicht engagiert. Allerdings ließ er sich von dem Hamburger Künstler Hans Hinrich Rundt beraten, der Mitglieder des Herrscherhauses porträtieren sollte. Ab 1703 war Rundt in das Projekt Friedrichstaler Kanal eingebunden und lieferte um 1705 den Entwurf des Hauses Favorite. Ob in seinem Vertrag auch Baumeisterleistungen enthalten waren, ist nicht bekannt. Mit hoher Wahrscheinlichkeit hat der Graf persönlich eingegriffen, Zeichnungen angefertigt und den Handwerkern Anweisungen erteilt.
Die Erdbewegungen am Gebäude, den Terrassen und im Garten wurden von Bauern der Grafschaft geleistet, die zu Hand- und Spanndiensten verpflichtet waren. Das Baumaterial, wie Werksteine, Ziegel und Holz kam nach Möglichkeit aus der direkten Umgebung Detmolds. Ab 1712 arbeiteten zwei italienische Stuckateure in den großen Sälen und einigen Zimmern. Lackiermeister Louis Pinget, ein Hugenotte, war 1714 und 1715 im Gebäude tätig und verwendete italienische Farben. Die Nussbaummöbel wurden überwiegend von Lippischen Handwerkern gefertigt. Kostbare Stücke, wie Leuchten, Waffen und Wandteppiche kamen zumeist aus Süddeutschland und dem Ausland.

### Die Friedamadolfsburg
Nach Fertigstellung der Favorite erfolgte eine Umbenennung des Gebäudes. Aus der Verbindung der Namen Friedrich-Amalie-Adolf entstand Friedamadolfsburg. Mit dem Begriff Burg sollte offenbar auf eine geschützte Wohnstätte hingewiesen werden. Nach dem Tod Friedrich Adolfs im Jahr 1718 hätte Amalie traditionell auf ihren Witwensitz nach Schloss Brake ziehen müssen. Sie blieb jedoch mit ihren drei jüngsten Kindern in der Friedamadolfsburg. Sie war zuvor aus dem Schloss ausgezogen und hatte die Innenausstattung der Burg nach ihrem Geschmack verändert. Sie empfing zahlreiche Besucher und führte ein aktives Leben. Mit ihr im Schloss lebten auch ihre beiden unverheiratet gebliebenen Schwestern, die Gräfinnen Florentine Marianne (1674–1756) und Sophie Theodore (1676–1745) von Solms-Hohensolms. Noch zu Amalies Lebzeiten 1729 brannte bei einem Fest ein großer Teil der Anlagen Friedrichtals ab. Die Gräfin starb 1746. Nach ihrem Tod zogen ihre jüngste Tochter, Gräfin Friederika Adolfina, und ihr Ehemann, Graf Friedrich Alexander (1700–1769), mit ihren beiden Söhnen in die Burg ein. Im Volksmund hieß diese nun Alexandrinische Burg. Der Graf ließ einen eingezäunten Tiergarten, die Menagerie, im Süden des Barockgartens errichten, dessen Tiergartenwächter im Krummen Haus wohnten. Das Grafenpaar verstarb in den 1760er Jahren und nach dem frühen Tod der beiden Söhne war der Alexandrinische Zweig des Hauses Lippe ausgestorben.
Die von der Hohen Vormundschaftlichen Commission verwaltete Burg und der Barockgarten befanden sich in einem schlechten Zustand. Im Haus wohnten zwischen 1777 und 1790 allein Hofbedienstete. Nachdem die Burg 1788 schließlich versteigert wurde, kam sie in den Besitz der Rentkammer und damit der Regenten des Hauses Lippe. Einige Jahre später erfolgte unter der Aufsicht von Landesbaumeister Teudt eine gründliche Renovierung des Gebäudes, das jetzt als Witwensitz für Christine Josefine, Gräfin von Solms-Braunfels, dienen sollte. Sie war die vierte Ehefrau des Grafen Simon August zur Lippe. Sie lebte dort 33 Jahre lang, etwa zur gleichen Zeit, als im Residenzschloss Fürstin Pauline regierte. Nach dem Tod der Fürstenwitwe Christine im Jahr 1823 stand die Burg erneut längere Zeit leer. Zeitweise wurde sie von Gästen bewohnt, so zum Beispiel 1824 vom Maler Wilhelm Tegeler, 1829 vom Justizkanzleirat Moritz Leopold Petri und ab 1841 vom Maler und Bildhauer Ernst von Bandel, dem Erbauer des Hermannsdenkmals.

### Das Neue Palais
Inzwischen war die Burg baufällig geworden und musste dringend saniert werden. Fürst Leopold II. plante, das Gebäude für seinen Sohn, den späteren Fürsten Leopold III., gründlich umzugestalten. In den 1840er Jahren wurde der Architekt und fürstliche Baubeamte Ferdinand Wilhelm Brune mit den Baumaßnahmen betraut, der Umbau wurde sein bedeutendstes Werk. Es standen mehrere Entwürfe zur Diskussion, so der Plan von Brune selbst und je eine Zeichnung von Bandel und vom Berliner Architekten Heinrich Strack. Der Fürst entschied sich für eine Kompromisslösung zwischen den Entwürfen von Brune und Strack. Der Umbau, bei dem das Gebäude als entscheidendes Merkmal die Aufstockung um ein drittes Stockwerk und ein Flachdach erhielt, dauerte von 1847 bis 1852. Das Richtfest war am 1. September 1848.
Am 23. April 1852 bezogen Fürst Leopold III. und seine Ehefrau Elisabeth, Prinzessin von Schwarzburg-Rudolstadt, ihr neues Heim, das jetzt den Namen Neues Palais trug. Die Eheleute bezogen entsprechend der damaligen Konvention getrennte Wohnungen. Im Parterre wohnte der Fürst, im ersten Stockwerk seine Ehefrau und in die zweite Etage zogen ausgewählte Hofbedienstete und mögliche Gäste ein. Der erste und zweite Stock hatten nahezu den gleichen Grundriss.
1875 starb der kinderlos gebliebenen Fürst Leopold III., und seine Ehefrau Elisabeth erhielt das Neue Palais als Witwensitz. Der jüngere Bruder des Verstorbenen, Fürst Woldemar, trat seine Nachfolge an und zog ins fürstliche Residenzschloss. Die Privaträume Leopolds III. im Neuen Palais blieben nach seinem Tod unbewohnt. Erst im Jahr 1902 zog der spätere Fürst Leopold IV. mit seiner Ehefrau, Prinzessin Berta von Hessen-Philippsthal-Barchfeld, ins Neue Palais. Die Familie verlebte jedoch nur die Sommermonate im Palais, das sich in der kalten Jahreszeit nur ungenügend heizen ließ. 1906 zog die Fürstenfamilie ins Residenzschloss um, danach bewohnten Mieter das Neue Palais. Darunter der fürstliche Oberhofmarschall von Loos und der Bauverwalter Plöger. Im Ersten Weltkrieg diente das Palais als Reservelazarett.
1918 musste Fürst Leopold IV. abdanken, und das Neue Palais ging infolge des Domanialvertrags in den Besitz des Landes Lippe über. 1920 wurde ein Teil der Bestände des Lippischen Landesmuseums ins Neue Palais verlagert. Nach 1933 wurden einige Räume von den Nationalsozialisten belegt, die dort eine Lehr- und Forschungsanstalt für Germanenkunde einrichteten.

### Die Hochschule für Musik

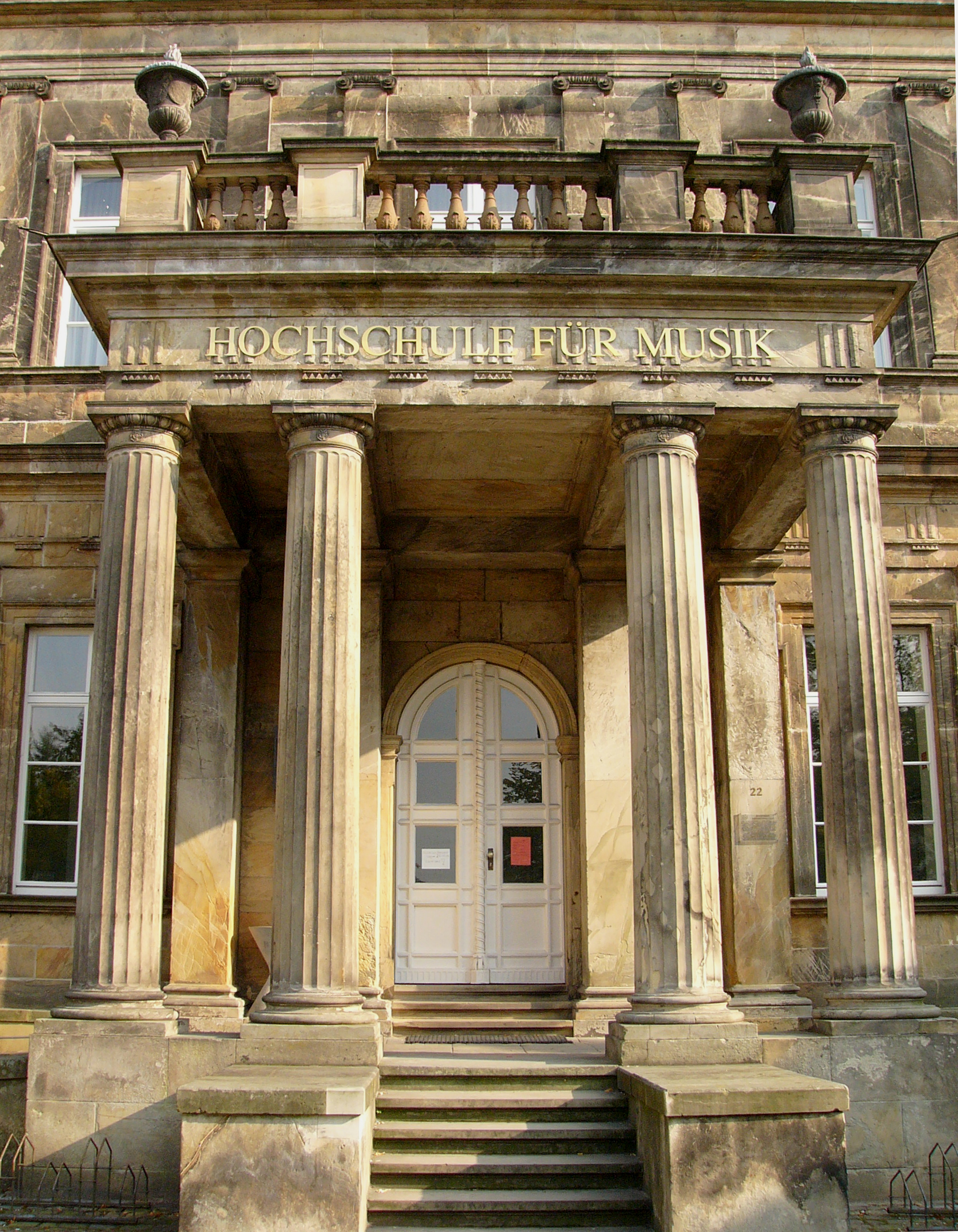
Portal der Hochschule für Musik

Nach dem Zweiten Weltkrieg suchte die in Detmold gegründete Nordwestdeutsche Musikakademie nach geeigneten Unterrichtsräumen. Schon seit 1946/47 fand in einigen Räumen Musikunterricht statt. Nach langwierigen Verhandlungen zwischen der Museumsleitung und den Gründern der Akademie konnte die Nordwestdeutsche Musikakademie das Neue Palais ab dem 24. Januar 1954 komplett für ihre Zwecke nutzen.
Zuvor waren einige Umbauten notwendig, um das historische Gebäude als Musikhochschule nutzen zu können. Durch Herausnahme von Zwischenwänden wurden einige Räume vergrößert. Am Eingang entstand ein großzügiges Foyer und im Keller wurde Platz für eine Mensa geschaffen. 2004 bis 2006 erfolgte eine Renovierung sämtlicher Unterrichtsräume und das Gebäude bekam eine Aufzugsanlage und einen Wintergarten. Im Zuge der Umbauarbeiten wurden zahlreiche historische Deckenmalereien und Fußböden freigelegt, die restauriert werden konnten.
Der Name der Hochschule änderte sich im Laufe ihres Bestehens mehrfach. Bei der Gründung lautete der Titel Nordwestdeutsche Musikakademie Detmold. 1956 wurde der Name mit dem Zusatz Staatliche Hochschule für Musik ergänzt. 1972 lautete die offizielle Bezeichnung Staatliche Hochschule für Musik Westfalen-Lippe. Nordwestdeutsche Musikakademie Detmold. Ab 1987 gilt der noch heute gültige Name Hochschule für Musik Detmold.

## Architektur und Inneneinrichtung
Favorite: Das Gebäude wurde auf einem leicht abschüssigen Gelände errichtet und bestand aus einem zweistöckigen Mittelbau mit zwei in Größe und Form identischen seitlichen Flügeln. Der Mittelbau war 31,5 m lang, 17,3 m tief und 14,5 m hoch und besaß neun Fensterachsen. Die drei Baueinheiten hatten gebrochene Mansarddächer mit steilem Dachprofil und chinesisch anmutenden ausschwingenden Rändern. Säulengruppen in Form von Sandsteinpilastern schmückten die Fronten des Gebäudes. Das Untergeschoss war durch ein Triglyphenfries vom Obergeschoss getrennt, das durch ionische Pilaster verziert war. Die Mittelachse beider Etagen der Hauptfront wurde durch Doppelpilaster markiert. Zu den Hauptportalen führten bogenförmige achtstufige Freitreppen. Im Inneren erhielten zwei große Säle und die benachbarten Zimmer Stuckverzierungen. Die Grundrisse beider Stockwerke waren identisch und axialsymmetrisch angelegt. Je drei Räume zum Garten hin waren mit einem Kamin ausgestattet. Das Dachgeschoss besaß zehn Räume, die durch einen Mittelkorridor erreichbar waren. Jeweils fünf Räume befanden sich in den Mansarden. Die beiden Seitenpavillons hatten jeweils vier Zimmer und das Kellergeschoss war vollständig gewölbt.
Die Möbel wurden von lippischen Tischlern überwiegend aus Nussbaumholz gefertigt. Einige kostbare Stücke kamen aus dem Ausland, zum Beispiel ein Satz englischer Stühle, Leuchten, Waffen, Silbergeschirr und Wandteppiche. Zu den wertvollsten Stücke gehörten die Wandteppiche und Wandbespannungen, auf denen Motive aus den Gärten von Versailles zu sehen waren.

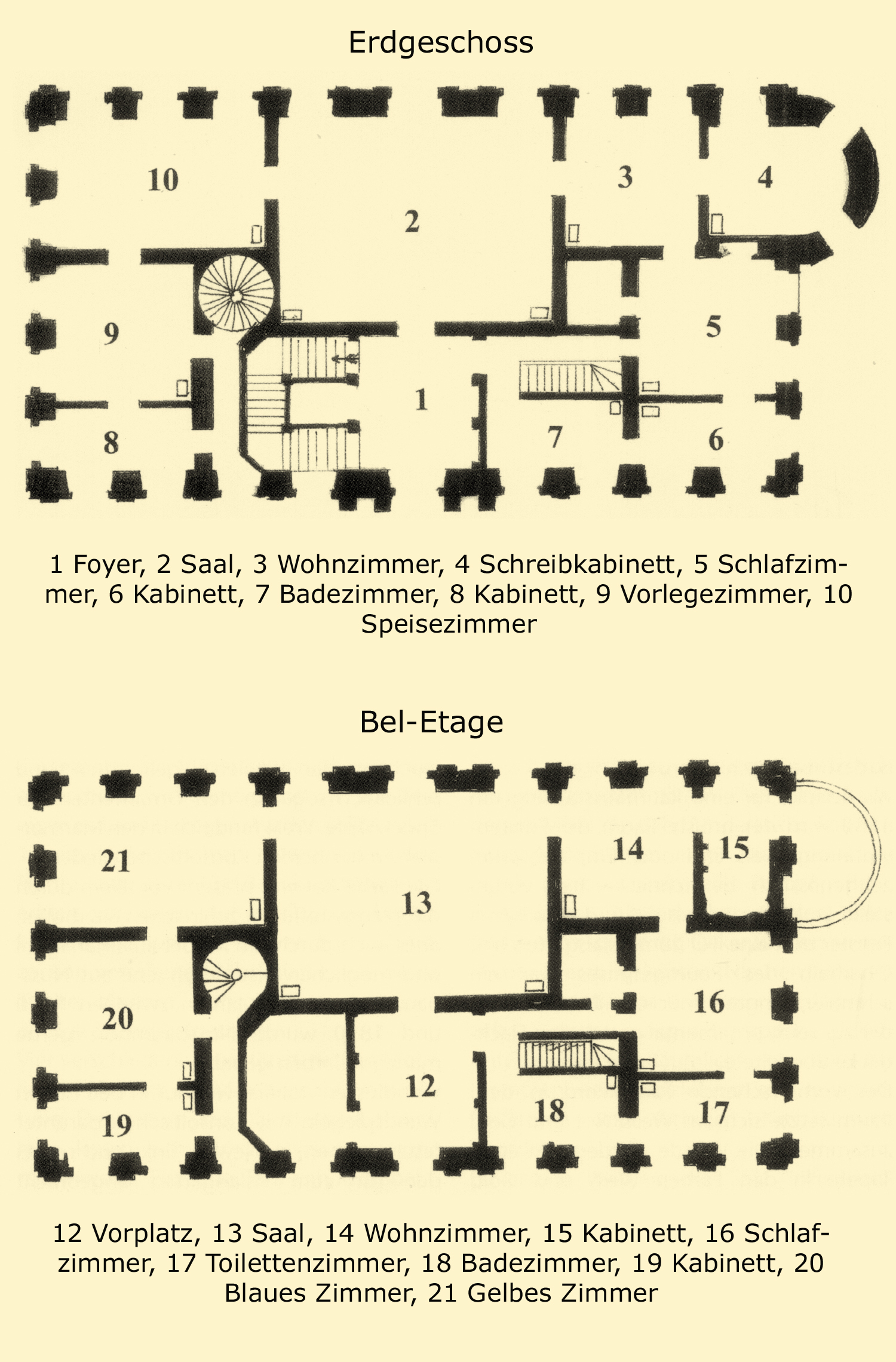
Grundriss des Neuen Palais, Zustand um 1855

Neues Palais: Nach rund 140 Jahren ohne größere Reparaturen war das Gebäude stark renovierungsbedürftig. In den 1840er Jahren reifte der Plan, den Bau wieder instand zu setzen. Nach dem Entwurf von Baumeister Ferdinand Brune begannen 1847 die Umbau- und Renovierungsarbeiten. Das zukünftige Neue Palais bekam einen dritten Stock mit korinthischen Säulen als Pilaster und ein Flachdach. Die vorhandenen Pilaster an den übrigen Stockwerken blieben unverändert. Das Hauptgesims bekam Löwenköpfe als Schmuck.
Der Altbau wurde völlig entkernt und erhielt eine neue Raumaufteilung im Inneren. Im Jahr 1852 war der Außenbau, der Marstall und die Wagenremise fertiggestellt. Gleichzeitig wurde auch der Ausbau des Innenbereichs fertig. Die Grundrisse des ersten und zweiten Stocks waren nahezu identisch. Im Mittelpunkt befand sich der jeweilige Saal oder Salon, der vom Wohnzimmer, Kabinett, Schlafzimmer, Toilettenkabinett und Badestube umgeben war. Die gesamte Ausstattung wurde erneuert und möglichst aus Lippe bezogen. Insgesamt fünfzehn lippische Tischler lieferten Möbelstücke, wie große und kleine Tische, Vitrinen, Schränke und Gestelle für Sitzmöbel. Sämtliche Objekte aus Bronze, wie Leuchter, Uhren und Kunstgegenstände, kamen aus Frankreich. Spiegel und Marmorplatten lieferten Firmen aus Berlin. Öfen aus Porzellan mit diversen Verzierungen wurden vom Marktführer aus Berlin bezogen. Die Räume der Bediensteten bekamen Eisenöfen oder kombinierte Öfen mit eisernem Unterofen und farbigen Kachelaufsatz. Es wurde Wert darauf gelegt, die Zimmer möglichst stilecht auszustatten.
In den 1860er Jahren bekam Baumeister Wilhelm von Meien den Auftrag, den Nordflügel um einen großen Speisesaal zu erweitern. Es handelte sich dabei um den Brahmssaal, der heute für Konzerte genutzt wird. Der Raum war mit Bildern der Kunstmaler Carl Rötteken, Rudolf Oppenheim und Ludwig Menke geschmückt.
Eine weitere bauliche Veränderung bestand aus je einem Verbindungstrakt zwischen Südflügel und Nordflügel mit dem Hauptgebäude. Auch diese Bauprojekte erhielten an den Fassaden die klassische Pilasterordnung.
Hochschule für Musik: Um das historische Palais für die neue Funktion nutzen zu können, waren umfangreiche Umbaumaßnahmen erforderlich, die in den Jahren 1948/49 und 1953/54 erfolgten. Dazu gehörte unter anderem die Aufstockung der beiden Seitenpavillons. Im Inneren mussten zahlreiche Räume durch Herausnahme von Zwischenwänden vergrößert werden. Auf der Straßenseite am Hauptportal entstand ein großzügiges Foyer und im Kellergeschoss wurde Platz für eine Mensa mit eigener Küche geschaffen. Ein weiterer Umbau verbunden mit einer Grundsanierung wurde 2004–2006 notwendig. Das Gebäude erhielt einen Aufzug und einen Wintergarten am Nordende des Hauptgebäudes als Ruhezone. Darüber hinaus wurden sämtliche Unterrichtsräume modernisiert, im Dachgeschoss bekam die Opernschule einen neuen Raum und im Brahmssaal im Erdgeschoss wurde die Akustik verbessert.

## Der Palaisgarten

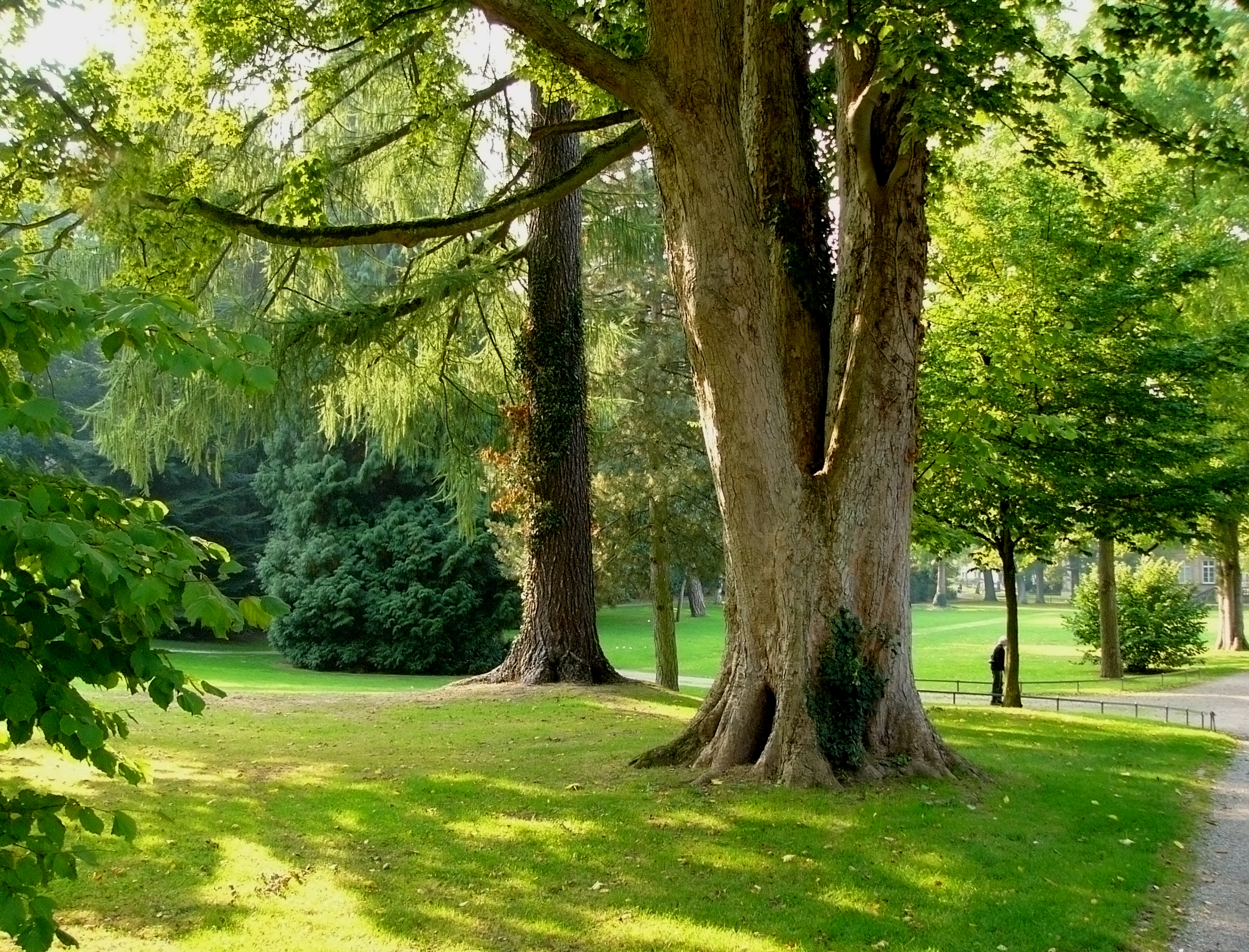
Partie im Palaisgarten

Gleichzeitig mit dem Bau der Favorite entstand ein nach Osten axial ausgerichteter französischer Barockgarten, der von einer Mauer umgeben war. Er setzte sich aus vier Teilen von unterschiedlicher Höhenlage zusammen, die jeweils durch Treppen miteinander verbunden waren. Ab 1709 wurde intensiv im Garten gearbeitet und zahlreiche junge Obstbäume gepflanzt. Im Jahr 1716 erfolgte die Anlage eines Rosengartens. Graf Friedrich Alexander ließ einen eingezäunten Tiergarten, die Menagerie, im Süden des Barockgartens errichten, dessen Tiergartenwächter im Krummen Haus wohnten. Im ersten Viertel des 19. Jahrhunderts wurde Obst und Gemüse im Garten angebaut und die Ernteüberschüsse auf dem Detmolder Wochenmarkt verkauft.
Zwischen 1850 und 1860 gestaltete der Hofgärtner Carl Limberg den Park nach dem Vorbild englischer Landschaftsgärten neu. Die Terrassenmauern und die Südmauer verschwanden und Teile des Büchenbergs wurden einbezogen. Der Palaisgarten wurde mit mehreren Wasserspielen ausgestattet, darunter waren der Fontänenteich, der Delfinbrunnen, der Froschbrunnen, der Schwanenteich und die große Kaskade am östlichen Ende des Parks. Zu den schon vorhandenen Baumbestand kamen eine große Anzahl exotischer Bäume, wie die Japanische Sicheltanne (Cryptomeria japonica), der Mammutbaum (Sequoiadendron), die Kanadische Kiefer (Pinus contorta), die Douglasfichte (Pseudotsuga menziesii) und der Perückenbaum (Continus coggygria). Der Palaisgarten wurde schon im 19. Jahrhundert zur touristischen Attraktion, besonders wenn die Wasserspiele in Betrieb waren. Allerdings war er damals nicht öffentlich zugänglich und wurde nur für einzelne Besucher geöffnet. Erst um 1919 nach der Übergabe des Parks an den Freistaat Lippe konnte der Park von allen Bürgern besucht werden. 1920 wurde die Anlage unter Naturschutz gestellt.